# Sphaeralcea orbiculata
Sphaeralcea orbiculata là một loài thực vật có hoa trong họ Cẩm quỳ. Loài này được (Greene) Jeps. miêu tả khoa học đầu tiên năm 1936.